# テリエ・ハーコンセン
テリエ・ハーコンセン（Terje Håkonsen、1974年10月11日 - ノルウェー、ヴィニエ生まれ）は、ノルウェーのプロスノーボード選手。史上最も影響力のあるスノーボーダーとして広く知られており、「スノーボードの神様」の異名を取る。もともとはスピード競技専門であった。師と仰ぐ人物にクレイグ・ケリーを挙げている。

## 人物

### 「生ける伝説」としての地位の確立
ISF（国際スノーボード連盟）主催のハーフパイプ世界選手権において三連覇を達成（1993,1995,1997）し、フリースタイルスノーボードの頂点に立った。さらに、ヨーロッパ選手権において5回(1991, 1992, 1993, 1994, 1997)、U.S.オープンで3回(1992, 1993, 1995)、ベイカーバンクドスラローム（Mt. Baker Banked Slalom）でも6回(1995, 1996, 1998, 2000, 2003, 2004)優勝している。インスブルックのAir & Styleにおいても1995年に優勝している。

### 開発したトリック
- ハーコンフリップ[2]。

日本では中井孝治がハーフパイプで好んで使用した。
- ワンフット・マックツイスト

彼独自のマックツイストで、クオーターパイプ競技等で使用する。後ろ足（右足）をバインディングから解放した不安定な状態から、ジャンプ後にひねり回転（マックツイスト）しながら解放した右足を突き出す難易度が非常に高いトリックで、決まれば高得点を叩き出せる為、競技終盤の最後の切り札として繰り出す事が多い。

### バートン・ライダーとしての貢献
活動の初期からバートン・スノーボードと専属契約、ボードの共同開発に携わり、バートン社開発素材「アルマフライ」（ハニカム構造のアルミニウム）を使用した世界初のスノーボード、「T6」を開発、またバートン・フィッシュ（粉雪専用ボード）やバートン・マロロ（フリースタイルと粉雪両用ボード）の開発にも携わった。

### フィルムワーク
人工的に作られたパークや自然雪の積もるバックカントリーまで、幅広く映像作品を残している。ドキュメンタリーフィルム『ファースト・ディセント』（First Descent）にも出演し、ショーン・ホワイトらとも共演。他にもデイブ・ショーン（Dave Seoane）の"The Haakonson Factor and Subjekt Haakonson"などにも出演している。

## オリンピック出場辞退とアークティックチャレンジの開始
1998年冬季オリンピックからスノーボードが正式種目として登録されたが、IOC（国際オリンピック委員会）がISF（国際スノーボード連盟）ではなくFIS（国際スキー連盟）に出場選手選定を委託した事にハーコンセンを含む多くのスノーボーダーらが強く反発、ハーコンセンは出場選手選定から参加を拒否した。また、オリンピックによる国対国の構図はスノーボードの「自由な精神」に反するとした。そこでハーコンセンはダニエル・フランクと共に、選手を最優先したイベント「アークティックチャレンジ」を開始。2000年以来このイベントは毎年ノルウェーで開催されている。
- ハーコンセンは2007年のアークティックチャレンジ決勝戦においてクォーターパイプのリムから9.8mも飛び上がるバックサイド360を披露し、これによりスノーボードにおけるエアの高さ世界記録を保持している。(スキーでは2009現在サイモン・デュモントの35feet、約10m)

## スポンサー
- バートン・スノーボード
- スウォッチ